# Take Me Away (singel Lifehouse)
Take Me Away – singel amerykańskiego zespołu rockowego Lifehouse, drugi singel z płyty Stanley Climbfall, wydany w 2002 roku. Pomimo tego, że singel dotarł zaledwie do 22. miejsca amerykańskich list przebojów i nie odniósł dużego sukcesu komercyjnego, sam utwór jest uwielbiany przez fanów zespołu.

## Spis utworów
1. "Take Me Away" (Remix Edit w/ Fade) - 3:58
2. "Take Me Away" (Acoustic) - 3:58
3. "Take Me Away" (Remix Edit) - 4:16